# Ян Жабчиць
Ян Жабчиц (Jan Żabczyc, приб. 1580 — після 1629) — польський поет часів Речі Посполитої, автор численних максим та епіграм.

## Життєпис
Про його родину відомо замало. Народився приблизно у 1580 році або трохи пізніше. Замолоду виявив хист до літератури. На початку 1600-х років перебрався до Кракова. Тут зумів домогтися прихильності та підтримки магнатського роду Мнішеків. Незабаром опинився при їх дворі. Був придворним поетом Лжедмитрія I та Марини Мнішек у 1605 році. У 1606 році повертається до Кракова. У 1612 році поступив до Краківської академії (сучасний Ягеллонський університет). Зосередився більш на літературній діяльності, видав численні збірки максим та епіграм. Помер після 1629 року.

## Творчість
Ян Жабчиц є автором поему «Кривавий Марс московський» 1605 року. Це епіко-панегіричний опис приходу до влади Лжедмитрія I. Захопленість формальними експериментами, оригінальні стилістичні побудови підкреслюються логогріфіческім оформленням поеми, в якій сума двовіршів по вертикалі відтворює ім'я і пишний титул узурпатора московського трону.
Крім того, він був автором численних максим та епіграм — «Практика придворна» (1615 рік), «Етика придворна» (1615 рік), «Політика придворна» (1616 рік).
Особливе місце належить «Янгольським симфоніям» (видано у 1630 році) — збірки колядок, різдвяних пісень, де традиційна різдвяна тематика переплітається з пасторальними і фольклорними елементами. Легкість форми і версифікаційна гармонія поєднуються з мелодикою і ритмами народних танців, веселих і сумних, супроводжуваних приспівками. Багато з коляд Жабчици досі звучать у польських селах на різдвяні свята. До збірки увійшли і пісні світські, створені в дусі придворного і студентського середовища з властивим їм ерудиційним типом гумору, що підкреслюється і латинськими макаронізмами.